# Diferenças entre o castelhano e o português

Mapa cronológico mostrando o desenvolvimento do castelhano (castilian) e do português (portuguese).

Apesar de serem estreitamente relacionadas, percebe-se um relativo grau de inteligibilidade entre as duas, existem importantes diferenças entre o castelhano (espanhol) e o português.
A língua portuguesa e a língua espanhola são duas das línguas mais faladas do mundo e compõem um grupo linguístico mais amplo conhecido como línguas ibero-ocidentais, que incluem também línguas ou dialetos com menos falantes.
As diferenças aumentam, quando se atenta à existência de variantes de cada língua, como o português brasileiro, o português europeu, o espanhol da América (e as muitas variações internas) e o espanhol andaluz.
Neste artigo, são apresentadas as diferenças, quando, tanto o português brasileiro como o europeu, diferem não só entre si, mas também do espanhol; e quando um destes dois dialetos do português difere do espanhol com uma sintaxe inviável em espanhol.

## Exemplos
As línguas  castelhana e portuguesa compartilham uma grande quantidade de vocábulos que se escrevem de forma idêntica (ainda que se possam pronunciar de forma diferente), que se escrevem de forma quase idêntica (mesmo que se possam pronunciar de forma semelhante) ou que se escrevem de maneira previsivelmente similar. Considere, por exemplo, o seguinte parágrafo, tomado do livro Gramática Esencial del Español, de Manuel Seco, e o compare com a versão em português que aparece de seguida. Notará a grande similaridade no léxico e apenas leves mudanças na ordem das palavras:
| Castelhano: Pero, a pesar de esta variedad de posibilidades que la voz posee, sería muy pobre instrumento de comunicación si no contara más que con ella. La capacidad de expresión del hombre no dispondría de más medios que la de los animales. La voz, sola, es para el hombre apenas una materia informe, que para convertirse en un instrumento perfecto de comunicación debe ser sometida a un cierto tratamiento. Esa manipulación que recibe la voz son las "articulaciones". | Português: Mas, apesar desta variedade de possibilidades que a voz possui, seria um instrumento de comunicação muito pobre, se não contasse com mais que isso. A capacidade de expressão do homem não disporia de mais meios que a dos animais. A voz, sozinha, é para o homem apenas uma matéria informe, que para se converter num instrumento perfeito de comunicação deve ser submetida a um certo tratamento. Essa manipulação que a voz recebe são as "articulações". |

## Cognatos
A maior parte das palavras nas duas línguas tem origem no latim, e derivando ambas da mesma família, a ibero-ocidental; na grande maioria dos casos o vocabulário é semelhante existindo assim cognatos equivalentes nas duas línguas.
Há no entanto diferenças vocabulares entre as duas línguas, que derivaram de vários fatores como se elabora a seguir:

### Vocabulário diferente
| Castelhano | Português | Observações |
| --- | --- | --- |
| coartada < Lat. coarctare | álibi < Lat. alibi                                                                                            | |
| tienda < Latim tardio tendam (< tendere)                                                                                       | loja < Francês loge < Frâncico laubja                                                                         | Port. usa Tenda mas somente para se referir a pequenos estabelecimentos comerciais como mercearias e gêneros alimentícios secos.                                                         |
| rodilla < Lat. rotellam | joelho < Lat. genuculum                                                                                       | Rótula tem a mesma raiz que o espanhol rodilla. De hinojos tem a mesma origem que o português joelho.                                                                                    |
| hogar < Lat. focus | Lar < Lat. Lar                                                                                                | |
| calle < Lat. callem | rua < Lat. [viam] rūgam                                                                                       | |
| fiscal < Lat. fiscalis | procurador < Lat. procurator                                                                                  | Port. usa Fiscal |
| carretera <carreta + ‑era < carro < Lat. carrus < Gálico carros                                                                | estrada < Lat. strata                                                                                         | |
| minorista < Lat. minor + ista                                                                                                  | retalhista < Lat. tardio taliare + ista                                                                       | Port. Brasil tende a usar varejista |
| rebajas < Lat. prefixo 're' + bassus                                                                                           | saldos, liquidação < Ita. saldo < soldo, Lat. liquidus                                                        | Port. usa 'rebaixas' |
| abarrotero Incerto < Lat. ou < Pre-Romano barra                                                                                | merceeiro < Lat. merx + sufixo eiro                                                                           | |
| pelea < Lat. pilus | briga < Ita. or Occitan briga                                                                                 | |
| chusma < Genoese ciüsma < Gr. κέλευσμα                                                                                         | canalha < Occitano canalha                                                                                    | Port. usa Chusma |
| comisaría (de policía) < Lat. comissarius                                                                                      | esquadra, posto de polícia < Lat. ex-quadrata, positus                                                        | Brasil: tende a usar 'delegacia (de polícia)' |
| basura < Lat. versūra | lixo < Lat. līx < līcis                                                                                       | |
| agujero <Lat. + sufixo acucŭla + ero                                                                                           | buraco < Proto-Germ. burō, burōną                                                                             | |
| taladro < Lat. taratrum | furadeira ou berbequim < Lat. forare + eira                                                                   | |
| rompedor < Lat. rumpere + dor                                                                                                  | martelo demolidor < Lat. martulus demolitio + dor                                                             | Port. utiliza o termo 'rompedor' ao objeto. |
| cepilladora < Lat. cippus + dora                                                                                               | plaina < Lat. planea                                                                                          | |
| árbol de levas < Lat. arbōs + levare                                                                                           | árvore de cames < Lat. + Germ. arbōs + kamm                                                                   | |
| branquias < Lat. < Gr. branchĭa < βραγχια                                                                                      | guelras < Proto-Germ. gelunaz                                                                                 | brânquias é utilizado em zoologia. |
| oca < Lat. auca | ganso < Gotico ou Suevo gans                                                                                  | Cast. também usa ganso. |
| pollo < Lat. pullus | frango < Provavel Fra. francolin < Ita. francolino, todos de                                                  | |
| comida < Lat. comedere | refeição, repasto (arcaico) < Lat.                                                                            | Port. 'comida' significa alimentos em geral |
| búho < Lat. bubo | coruja (*talvez do Lat. cunicularis) de                                                                       | |
| perrera < talvez pre-Romano perro + era                                                                                        | canil < Lat.                                                                                                  | |
| suelo < Lat. solum | chão < Lat. planus                                                                                            | Port. também usa solo. |
| despacho < Lat. dispactus | gabinete, escritório < Occitano, Lat. cabana, scriptōrium                                                     | |
| planta baja < Lat. planta + bassus                                                                                             | rés-do-chão, rés-de-chão< Lat. rāsus + planus                                                                 | Brasil: tende a usar térreo |
| flotador < Fra. + Cast. sufixo flotter + dor                                                                                   | boia < Fra. antigo bouée < Frâncico baukan                                                                    | |
| pañal < Lat. pannus | fralda < Gotico falthan/faldan                                                                                | |
| cárcel < Lat. carcer | prisão< Lat. prehensionis                                                                                     | Cast. também usa prisión e Port. (arcaico) cárcere (Brasil: tende a usar ambas as palavras).                                                                                             |
| ardilla < Pre-Romano harda ou provavel Berber aġárda                                                                           | esquilo Lat. scūrĭōlus < Gre. σκίουρος                                                                        | |
| zaquizamí, buhardilla < Hispano-Árabe سقف في السماء (saqf fassamā), < Lat. bufus < buharda                                     | água-furtada, mansarda < Lat. aquam + furtus, < Fra. mansarde < François Mansart (arquiteto)                  | |
| berro < Celta bẹrŭro | agrião < Gre. άγριος                                                                                          | |
| menta < Lat. mentha < Gre. μίνθη                                                                                               | hortelã < Lat. hortus                                                                                         | Port. também usa menta. |
| cereza gordal < Lat. cerasium + gurdus                                                                                         | ginja < Frâncico wīhsina                                                                                      | |
| hijastro(a) < Lat. filiaster                                                                                                   | enteado(a) < Lat. ante + natum                                                                                | |
| hermanastro(a) < Lat. + sufixo germanus + astro                                                                                | meio-irmã(o) < Lat. medius + germānus                                                                         | |
| muñón < Pre-Romano/Basco muno                                                                                                  | coto < Celtico-Goidelico cotach < cuid                                                                        | |
| hoja < Lat. folium | lâmina < Lat. lammĭna                                                                                         | |
| carniceria < Lat. carniceus | talho < Lat. taleare                                                                                          | açougue no Brasil |
| betún < Lat. bitūmen | graxa < Lat. crassus                                                                                          | |
| afeitar < Lat. affectāre | barbear < Lat. barba + ear                                                                                    | |
| navaja <Lat. novacŭla | canivete < Franc. antigo canivet < Frâncico 'knif'                                                            | Port. também usa 'navalha' |
| buceo < Port. búzio < Lat. bucĭna                                                                                              | mergulhar < Lat. merguliāre                                                                                   | |
| cebo < Lat. cibus | isca < Lat. escae                                                                                             | |
| falda < Germanic faldan | saia < Lat. sagum < Celta sagos, sag                                                                          | |
| gafas <Incerto, talvez do Árabe qafca                                                                                          | óculos < Lat. oculus                                                                                          | |
| agujetas < Lat. acus + suffix eta                                                                                              | dor muscular < Lat. dolor + mus +culus                                                                        | |
| arroyuelo < Pre-Romano arrugia                                                                                                 | ribeira, ribeiro < Lat. riparius < ripae                                                                      | |
| testarudo < Lat. testa + rudis                                                                                                 | teimoso < Lat. thema, < Gre. théma                                                                            | |
| meseta < Lat. mensa + Sp. suffix eta                                                                                           | planalto < Lat. planus + altus                                                                                | |
| ola <Orig. Incerta | vaga <Gotico vega ou <Nordico antigo vágr, ambas do Germânico antigo 'vigan' sacudir                          | Port. também usa onda. Não confundir com adjetivo Vaga (Lat. vacantem) no português em contexto de espera ou procura de trabalho, hotel ou estacionamento, como sinónimo de posto livre. |
| aulaga < Árabe algawláqa | vassoura, giesta, carqueja < Lat. verrere, < Lat. genista, < Talvez Lat. quercus                              | |
| bragas < Lat. braca < Celta bracae                                                                                             | cuecas < Lat. culus + sufixo 'ecas'                                                                           | |
| sábana < Lat. sabăna | lençol < Lat. linteolum                                                                                       | |
| baloncesto < Frâncico balla + Lat. cista                                                                                       | basquetebol < Ing. basketball                                                                                 | |
| periodista < Lat. + sufixo periodicus + ista                                                                                   | repórter < Ing. reporter < Fra. medieval 'reporteur'                                                          | |
| rebote < Frâncico + Lat. prefix boter                                                                                          | ricochete < Fra. ricochet                                                                                     | |
| anacardo < Lat. anacardium | caju < Tupi aka'yu                                                                                            | |
| setas < Origem incerta | cogumelos < Lat. cucumellum < cucuma                                                                          | |
| calabaza < Pre-Romano | abóbora < Lat. peporis                                                                                        | |
| calamar < Lat. calamarius | lula < Lat. lura                                                                                              | Port. também usa 'calamar' |
| fecha < Lat. facta | data < Lat. data                                                                                              | |
| en otro lugar < Lat. in alter localis, en alguna parte < Lat. in aliquis unos pars, en ningún lugar < Lat. in nec unus localis | alhures < Provençal alhors, algures < Lat. + Provençal aliquod + hors, nenhures < Lat. + Provençal nec + hors | Raramente é usada essas palavras em Port. mas sim suas contrapartes literais: em outro lugar, em alguma parte e em nenhum lugar.                                                         |
| nadie < Lat. nati < natus | ninguém < Lat. nec + quem                                                                                     | Espanhol usa ninguno |
| césped < Lat. caespes | relvado, grama < Lat. relevare, < Lat. gramen                                                                 | |
| vacaciones < Lat. vacatio < vacationis                                                                                         | Férias < Lat. feriae                                                                                          | Port. usa 'vacações' |
| tarjeta < Francês targe + diminutive suffix eta                                                                                | cartão, carta < Gre. χάρτης < Lat. charta                                                                     | |
| filete < Lat. filum | bife < Ing. beef steak                                                                                        | Port. também usa 'filé' |
| retorsión < Lat. retorsus | retaliação < Lat. retalio                                                                                     | Port. usa 'retorção' |
| arrepentimiento < Lat. re + paenitere                                                                                          | remorso(s) < Lat. remorsus < remordere                                                                        | Port. usa 'arrependimento' |
| maletero < Fra. antigo + Cast. sufixo malle + eta + ero                                                                        | porta-bagagens < Lat. + Germânico portare + baugaz                                                            | |
| guantero < Frâncico + Cast. sufixo want + ero                                                                                  | porta-luvas < Lat. + Gotico/Suevo portare + lôfa                                                              | |
| delgado < Lat. delicātum | magro < Lat. macrum                                                                                           | |
| superficie < Lat. superficĭes                                                                                                  | tona < Celta tondā/tunna                                                                                      | Port. também usa superfície. |
| pendiente < Lat. pendere | brinco < Lat. vinculum                                                                                        | |
| sandía < Árabe sindiyyah | melancia < balancia < Lat. bilanx                                                                             | |
| ventana < Lat. ventānam | janela < Lat. iānuellam                                                                                       | Port. usa ventana (embora raro e em casos específicos). |
| olvidar < Lat. oblītāre | esquecer < Lat. excadescere                                                                                   | Olvidar também existe em Port. (embora raro). O cognato obliterar, existe em ambas. |
| echar < Lat. iactare | atirar, pôr < Gotico/Suevo taíran, < Lat. ponere < pono                                                       | |
| oler < Lat. olēre | cheirar < Lat. flagrāre                                                                                       | |
| roncar < Lat. ronchus < Gre. ῥέγχος                                                                                            | ressonar Prefixo + < Lat. re + sonare                                                                         | Port. também usa roncar no contexto de sons animais |
| babosa < Lat. baba + osa | lesma < Lat. limax                                                                                            | |
| sencillo < Lat. singulus | simples < Lat. simplex                                                                                        | Cast. também usa simple. |
| escenario < Lat. scenarium | palco < Langobardico palk                                                                                     | Port. utiliza cenário mas se referindo mais ao ambiente de fundo. |
| cosecha < Lat. collecta | seara < Celta seni + aro                                                                                      | Port. colheita e recolha (ambos < Lat. collecta) referem-se geralmente a frutos ou dados informativos.                                                                                   |
| cerca <Lat. circa | perto talvez < Lat. *prettus, alteração de pressus 'comprimido', 'condensado'                                 | Port. usa cerca |
| lejos < Lat. laxius | longe < Lat. longe                                                                                            | |
| chispa (onomatopeico) | faísca < Germânico falwiskan                                                                                  | |
| esquirla < Lat. schidia, < Indo-European skei                                                                                  | lasca < Proto-Germânico laska, ou < *Lat. lesca                                                               | |
| juguete < Lat. + Cast. sufixo iocus + ete                                                                                      | brinquedo < Proto-Germânico blinkaną, blīkaną                                                                 | Port. usa joguete (embora raro) |
| cochino (onomatopeico) | suíno < Latin suīnus < Proto-Germânico swīną                                                                  | |
| rocío < Lat. rosidus | orvalho < Gotico/Suevon 'ur' + 'vallen' < Proto-Germânico ūrą + fallaną                                       | |
| bolígrafo < Lat. bulla + Gre. γράφειν                                                                                          | caneta < Lat. cannae + Port. eta                                                                              | |
| huella < Lat. follare | marca < Germânico marka                                                                                       | |
| hilera < Lat. fīlum + Cast. ‑era                                                                                               | leira < Proto-Celta ɸlāryo                                                                                    | |
| ayer < Lat. ad heri | ontem < Lat. ad noctem                                                                                        | |
| quedarse < Lat. quietāre | ficar < Lat. vulgar *figicāre                                                                                 | |
| peluquero < peluque < Fra. perruque "peruca"                                                                                   | cabeleireiro < cabeleira < cabelo < Lat. capillus                                                             | |
| silla < Lat. sella | cadeira < Lat. *cathedra, ou talvez do < Proto-Celta *cathair                                                 | |
| taza < Árabe ṭassa | chávena < Malaio chãvan < Chinês < chã-kvãn, caneca < Germânico can                                           | Port. utiliza 'taça', mas no Port. Brasil: tende a usar xícara < Cast. jícara < Nahuatl xīcalli.                                                                                         |
| tenedor < Lat. + Cast. + sufixo tenēre + dor                                                                                   | garfo < do Lat. graphium ou < Fra. greffe                                                                     | |
| mariquita < Lat. toponimico Maria + dimin.sufixo 'quita'                                                                       | Joaninha < Lat. toponimico Iohanna + sufixo 'inha'                                                            | |
| petirrojo < Lat. pectus + russus                                                                                               | pisco < Lat < Gálico pincio                                                                                   | |
| melocotón < Lat. malum cotonium                                                                                                | pêssego < Lat. [malum] persicum                                                                               | Port. usa melocotão para se referir a uma variedade de pêssego ou de pessegueiros. |
| funda < Lat. fundus | fronha < Celta srogna                                                                                         | |
| saltamontes < Lat. salto + mons                                                                                                | gafanhoto < Proto-Celta gabalā                                                                                | |
| mofeta < Ita. moffetta | doninha < Lat. domina + Port. sufixo inha                                                                     | |
| pantalón < Fra. pantalon < Ita. pantaleone                                                                                     | calças < Lat. calceu                                                                                          | |
| timbre (de la puerta) < Fra. timbre                                                                                            | campainha < Lat. campana                                                                                      | |
| trueno < Lat. tonare | trovão < Lat. turbōnis                                                                                        | |
| ruido < Lat. rugitus | barulho < Gálico bruge                                                                                        | Port. também usa ruído no contexto de sons inesperados ou isolados. |
| minusválido < Lat. minus + valere                                                                                              | Deficiente < Lat. deficiens                                                                                   | |
| desarrollo < Lat. + prefixo des rotulus                                                                                        | desenvolvimento < Lat. + des involvo                                                                          | |
| drogadicto < Ing. drug addict                                                                                                  | toxicodependente, drogado < Lat. toxicum + dependens, < Fra. drogue                                           | Em ambos Port. e Esp. existe 'toxicomania' para pessoas dependentes de narcoticos. |
| presupuesto <Lat. pre+sub+positus                                                                                              | orçamento < Origem incerta, ou do Ita. ou mais provavel do Frâncico + Lat. orça + mentum                      | Port. usa pressuposto. |

### Falsos amigos
Isto porque sendo idênticos ou quase idênticos, muitos vocábulos têm um significado que pode ser ligeira ou totalmente diferente, nas duas línguas:
| Castelhano                                           | Português |
| ---------------------------------------------------- | --- |
| cola (< Lat. cauda)                                  | fila, bicha, cauda, rabo, linha (< Fr. file, < Lat. bestius, < Lat. cauda, < Lat. rapum, < Lat. linea) |
| vaso (< Lat. vasum)                                  | copo (< Lat. cupa) |
| despido (< Lat. expetere)                            | demissão (< Lat. dimissĭo) |
| oso (< Lat. ursus)                                   | urso (< Lat. ursus) |
| pez (< Lat. piscis)                                  | peixe (< Lat. piscis < Indo-Europeu peisk) |
| polvo (< Lat. pulvis)                                | pó (< Lat. pulv(er)is) |
| tienda (< Lat. tenda < tendĕre)                      | loja, negócio, butique, estabelecimento, depósito (< Fr. loge < Frankish. laubja, < Lat. negotium, < Fr. boutique < Lat. apotheca, < Lat. stabilire, < Lat. depositum) |
| ganancia (< Gótico ganan)                            | ganho, lucro, interesse, rendimento, proveito, vencimento, acréscimo (< Frankish waidanjan, < Lat. lucrum, < Lat. interesse, < Lat. re- + dare, < Lat. profectus, < Lat. vincere, < Lat. accrescere + -imo) |
| inversión (< Lat. inversionis)                       | investimento (< Lat. investire) |
| embarazada (< Port. embaraçada)                      | grávida (< Lat. gravō + -idus/-ida) |
| estafa (< Ita. staffa)                               | calote, fraude, burla (< Fr. culotte, < Lat.fraudis, < probably Lat. burrŭla) |
| exquisito (< Lat. exquisitus)                        | esquisito, estranho, bizarro, peculiar (< Lat. exquisitus, < Lat. extrāneus, < Fr. bizarre < Basque bizar, < Lat. peculiāris) |
| molestia (< Lat. moles)                              | incómodo, inconveniência, maçada (< Lat. incommodus, < Lat. inconvenientis, < Lat. matea + Port. -ada) |
| servicios (< Lat. servitium)                         | lavabo, lavatório, toilette, toalete, WC, sanitário (< Lat. lavabo, < Lat. lavatorium, < Fr. toilette, < Eng. water closet, < Lat. sanitas) |
| perro (< onomatopeico perr perr)                     | cão (< Lat. canis), cachorro (< Lat. catulus + Basque -orro) |
| berro (< Celta beruros)                              | agrião (< Grego ágrios) |
| aceite (< Árabe. az-zayt)                            | óleo (< Lat. oleum) |
| oficina (< Lat. opus + ficium < officium < officina) | escritório, gabinete, atelier, agência, cartório, bureau/birô, departamento, workshop, oficina de reparação automóvel, garagem auto mecânica (< Lat. scriptorĭum, < Fr. cabinet < Fr. atelier, < It. agenzia, < Lat. carta + suffix 'orio', < Fr. atelier, < Lat. departimentum, < Lat. + Gr departimentum, < Eng. workshop, < Fr. + Gr. + Lat. garage + αὐτο + mechanicus) |
| firma (< Lat. firmus)                                | assinatura (< Lat. signator) |
| presunto (< Lat. praesumptus)                        | presumível, suspeito, provável (< Lat. praesumptus, < Lat. suspectum, < Lat. probabilis) |
| risco (< Lat. resecare)                              | falésia (< Fra. falaise) |
| topo (< Lat. talpa)                                  | toupeira (< Lat. talpa + Port. -eira) |

| Português                                              | Castelhano (Espanhol) |
| ------------------------------------------------------ | --- |
| cola (< Lat. coloere)                                  | pegamento, cola (< Lat. pix, < Lat. coloere) |
| vaso (< Lat. vasum)                                    | maceta, tiesto (< Hisp.-Ar. maceta, maybe < Ita. mazzetto, < Lat. testu)                                                                                        |
| despido (< Lat. expedire)                              | desnudo (< Lat. ex + nudus) |
| osso (< Lat. ossum)                                    | hueso (< Lat. ossum) |
| pez (< Lat. pix)                                       | brea (< Fra. brayer) |
| polvo (< Grego πολύπους)                               | pulpo (< Grego πολύπους) |
| tenda (< Lat. tenda < tendĕre)                         | tienda, lona, toldo (< Lat. tenda < tendĕre, < Fr. Olonne, < Fr. taud < Old Germ. tialz)                                                                        |
| ganância (< Gotico ganan)                              | codicia, avaricia, afán (< Lat. cupiditia, < Lat. avaritia, < Provavel Lat. afannae)                                                                            |
| inversão (< Lat. inversionis)                          | inversión (< Lat. inversionis) |
| embaraçada (< Lat. in + Ar. barass)                    | avergonzada (< Lat. verecundia) |
| estafa (< Ita. staffa)                                 | agotamiento, fatiga, extenuación (< Lat.gutta, < Lat.fatigāre, < Lat. extenuāre,')                                                                              |
| esquisito (< Lat. exquisitus)                          | raro, extraño, peculiar (< Lat. rarus, < Lat. extrāneus, < Lat. peculiāris)                                                                                     |
| moléstia (< Lat. molestiae)                            | enfermedad, achaque, plaga, peste (< Lat. infirmitas, < Ar. saka, < Lat. plaga, < Lat. pestis )                                                                 |
| serviço (< Lat. servitium)                             | servicio (< Lat. servitium) |
| perro (< origem obscura, talvez do Castelhano 'perro') | oxidado (< Grego + Lat. suffix oxis + tatus) |
| berro (< Lat. barrire)                                 | chillido, berrido (< Lat. cisclare, < Lat. barrire) |
| aceite (< Lat. acceptāre)                              | aceptado (< Lat. acceptāre) |
| oficina (< Lat. < officium < officina)                 | taller, taller de coches, taller mecánico de autos (< Old Fr. astelier, < Old Fr. + Lat. estalier + cocca, < Old Fr. + Lat. + Gr. astelier + mechanicus + αὐτο) |
| firma (< Lat. firmus)                                  | empresa; compañía; sociedad, negocio (< Lat. prenhendere, companio, societas, nec otium)                                                                        |
| presunto (< Lat. persuctus)                            | jamón (< Fr. jambon) |
| risco (< Lat. reseca)                                  | riesgo (<Árabe rizq ou Ita. 'rischio') |
| topo (< Grego tópos)                                   | cumbre (< Lat. columen) |

## Influência árabe
O castelhano manteve muito do vocabulário do moçárabe de origem árabe, enquanto essa influência foi menor em português. Assim, encontram-se inúmeros casos onde o termo castelhano deriva do árabe (moçárabe/árabe-hispano ou arábico), enquanto o correspondente português deriva do latim, germânico ou celta, como por exemplo:
| Português | Espanhol (Castelhano) < Árabe                                                                                              |
| --- | --- |
| pedreiro < pedra < Lat. petra                                                                                      | albañil < al-bannī |
| presidente da câmara (Portugal), prefeito (Brasil): < presidir < Lat. praesidēre; < Lat. camera; < Lat. praefectus | alcalde < al-qāḍī |
| macaco < Incerto, talvez do Bantu makaku                                                                           | mono < ون (maymūn) |
| aloé < Lat. aloe                                                                                                   | acíbar, sábila, zabila < Hisp.Ar- aṣṣíbr < çabira (Sp. também usa aloé)                                                    |
| melro, tordo < Lat. merŭlus, < Lat. turdus                                                                         | zorzal <zurzál < zurzūral (Sp. também usa mirlo)                                                                           |
| galheteira(s) < Fra. gallette + Por sufixo 'eira' < Gálico-celta 'gallos'                                          | alcuza < al-kūzah |
| mergulhão < Lat. merguliare                                                                                        | alcatraz < alqirṭás |
| bispo < Lat. episcopus                                                                                             | alfil < al-fīl 'elephant'                                                                                                  |
| oleiro < Lat. ollārius                                                                                             | alcaller, alfarero <Hisp-Ar. alqallál, alfaẖẖār <فخ خار‏                                                                    |
| gritaria, confusão < Lat. critare, < Lat. confusionis                                                              | alharaca <Hisp-Ar. alḥaráka < ḥarakah                                                                                      |
| falcão-peregrino, pelintra, lacaio < Lat. falco + peregrinus, < Origem incerta, < Fra. laquai                      | tagarote < Berber táhért ou < Ar. táhurtí                                                                                  |
| sobreiro < Lat. (quercus) suber                                                                                    | alcornoque < Hisp.-Ar alqurnúq < Lat. quernus + Hisp sufixo occus                                                          |
| paralelo < Gre. παραλληλεπίπεδον                                                                                   | adoquín < addukkín < دكان (dukkān)                                                                                         |
| defesa (jogador) < Lat. defensa                                                                                    | zaguero < sáqa, < sāqah (Sp. também usa defensa (jugador), Brasil também usa zagueiro (derivado do Sp. da América-Latina)) |
| epilepsia, apoplexia < Lat. < Gre. epilepsĭa < ἐπιληψία, < Lat. < Gre. apoplexĭa < ἀποπληξία                       | alferecía <Hisp-Ar. alfaliǧíyya                                                                                            |
| hospedeira < Lat. hospitem (+ Port. -eira)                                                                         | azafata < as-sáfat (Sp. da América-Latina tende a usar auxiliar de vuelo)                                                  |
| índigo < Lat. indicum                                                                                              | añil < Hisp.-Ar. an-nil |
| lavanda < Lat. lavandula                                                                                           | alhucema <Ar. لْخُزَامَى‏ al-ḵuzāmā                                                                                             |
| parapeito < Gre. + Lat. para + pectus                                                                              | alféizar <Hisp.-Ar. alḥáyza < Ar. ḥā'izah                                                                                  |
| rapaz, jovem < Lat. rapax, juvene                                                                                  | zagal < Hisp.-Ar. zaḡál < zuḡlūl (Sp. também usa joven)                                                                    |
| monstrinho, frouxo, caramelo < Lat., *Origem incerta, provavelm. Lat. monstrum, fluxus, *cannamellis               | alfeñique <Hisp.-Ar.fa[y]níd                                                                                               |
| murta, mirto < Lat. myrtus < Gre. μύρτος                                                                           | arrayán < Ar. ar-rayhan (Sp. também usa 'mirto')                                                                           |
| aluguel/aluguer, locação, renda < Lat. locarĭum, locatio, Lat. rendita, reddere                                    | alquiler < kira |
| areal, passeio < Lat. arēnāle, passus                                                                              | rambla <ramla |
| chinelo < Ita. pianella < Lat. planus                                                                              | chanclas < late Lat. zanca < Persian zanga                                                                                 |
| gaspacho < Sp. gazpacho                                                                                            | gazpacho < Hisp.-Ar. gazpáčo < Gr. γαζοφυλάκιον                                                                            |
| armário < Lat. armarium                                                                                            | alacena <alẖazána, < ẖizānah (Sp. também usa armario)                                                                      |
| esgoto < Lat. es + gŭtta                                                                                           | alcantarilla < al-qantarah                                                                                                 |
| pano de chão < Lat. pannus + de + planus                                                                           | aljofifa <alǧaffífa |
| montante, valor < Lat. montare, valoris                                                                            | cifra < sifr (Port. também usa cifra)                                                                                      |
| óleo < Lat. oleum (Port. azeite refere-se exclusivamente ao óleo que se extrai do fruto da oliveira)               | aceite < az-zait (Sp. óleo significa 'pintura a óleo')                                                                     |
| erva-cidreira, melissa < Lat. herba + citrea, < Gre. mélissa                                                       | toronjil <turunǧán < turunǧān (Sp. também usa melisa)                                                                      |
| tomada, encaixe < Origem incerta < Lat. in +capsa                                                                  | enchufe < Hisp.-Ar.guf < Ar.gawf                                                                                           |
| manjericão, basílico < Origem incerta, talvez combinação do Por. manjar com < Lat. basilicon, < Lat. basilicum     | albahaca < al-habaqa |
| erva-peganhenta < Lat. herba + picare                                                                              | algarabía (pegajosa) < Hisp-Ar.al‘arabíyya + Lat. picare                                                                   |
| senhor < Lat. seniorem                                                                                             | cid < sidi or sayyid (سيد)                                                                                                 |
| mulá < Ing. mullah                                                                                                 | ulema < alim |
| jogatana, batoteiro < Lat. jocus, < Latinizado < Celt. battuĕre < bathu                                            | takfūr <Arm. T'agawor |
| ervilha < Lat. ervilia                                                                                             | guisante < Hisp.-Ar. biššáuṭ < Lat. pisum sapidum                                                                          |
| cavala < Celt. caballos                                                                                            | jurel < Hisp.-Ar. šuríl, < Lat. saurus, < Gre. σαῦρος                                                                      |
| mealheiro < Lat. micalea, micae + sufixo 'eiro'                                                                    | alcancía < Hisp.-Ar. alkanzíyya                                                                                            |
| papoila or papoula < Lat. papaver                                                                                  | amapola, ababol < Hisp.-Ar. ḥababawra                                                                                      |
| esparto < Lat. spartum                                                                                             | atocha < Hisp.-Ar. attáwca (Sp. também usa esparto)                                                                        |
| flor de laranjeira < Lat. flos < floris + < Sanskrit नारङ्ग nāraṅga                                                  | azahar <azzahár < zahr |
| escorpião < Lat. scorpio                                                                                           | alacrán < Hisp.-Ar. al‘aqrab < ب (‘aqrab) (Sp. também usa escorpión)                                                       |
| calda < Lat. calda                                                                                                 | almíbar < al-miba (Ambos Port. e Sp. usam os cognatos "xarope" e "jarabe" derivados do < Ar. xarab)                        |
| colete < Ital. coletto                                                                                             | chaleco < yalika |
| roupão (de banho), robe < Gotico raupa, < Fra. robe                                                                | albornoz <Al'burnus (البرنس) (Sp. também usa ropón)                                                                        |
| canto < Proto-celta kanto                                                                                          | rincón < rukūn < rukn |
| canteiro < Proto-celta kanto                                                                                       | arriate <riyāḍ |
| palhaço, bufão < Ital. pagliaccio, buffone                                                                         | mamarracho < muharráǧ, < muharriǧ (Sp. também usa payaso/bufón)                                                            |
| bacia < via Lat. tardio baccia < Gal. bacca                                                                        | tazón, jofaina <طَسَّة (tassah), < algufáyna,                                                                                 |
| regueira < Proto-celta + Port. sufixo ɸrikā                                                                        | acequia < Hisp-Ar. assáqya < sāqiyah                                                                                       |
| feijão < Lat. faseolus                                                                                             | alubia <al-lūbiyā |
| fútil, trivial < Lat. futilis                                                                                      | baladí < balady بلدي |
| lisonjear < Provençal lauzenja, ou < Lat. laudis mais provavelm. do Gal. lawsyā < Proto-Celta laws                 | halagar < ẖalak (Sp. também usa lisonjear)                                                                                 |
| poupar < Lat. palpare                                                                                              | ahorrar < alhurr الحر |
| engrenar, endentar < Fra. engrener, < Lat. in + dentis                                                             | engarzar <ġarzah |
| bainha, ligadura < Lat. vagina, < Lat. ligatura                                                                    | jareta < šarīṭah |
| caixão, urna < Lat. capsa, < Lat. urna                                                                             | ataúd < التبوت at-tābūt |
| cancro da mama/câncer de mama (Brasil) < Lat. cancer                                                               | zaratán <saraṭān (Sp. também usa cáncer de mama)                                                                           |
| porco-montês, porco-bravo < Lat. porcus                                                                            | jabalí <جَبَلي خِنْزِير– (ḫinzîr) ǧabalî (Port. também usa javali)                                                              |
| clarividente, vedor d’água < Lat. videns                                                                           | zahorí <zuharī (Sp. também usa vidente, rabdomante)                                                                        |
| trapaceiro < Fra. trappe < Baixo-frâncico trappa + Por. sufixo ceiro                                               | zamacuco < ṣamakūk |
| focinho (coloquial/depreciativo) < Lat. faucinu < faciēs                                                           | jeta <jaṭm/kaṭm (Sp. também usa hocico)                                                                                    |
| montar, produzir < Lat. montare, producere                                                                         | maquilar <makīlah |
| encostar < Lat. en + costa                                                                                         | escaquearse <Hisp-Ar. iššáh < aš-šāh                                                                                       |
| madrepérola < Lat. mater + perna < pernula                                                                         | nácar <naqr (نفر) |

Inversamente, existem exemplos em que termos derivados do árabe se usam em português mas não em espanhol (castelhano) como por exemplo:
- Sp. romero, Port. alecrim (Port. rosmaninho ou rosmarinho refere-se a uma variedade de 'lavanda')
- Sp. lechuga, Port. alface (Port. leituga refere-se a plantas asteráceas, de suco leitoso).

Ou que embora existindo em ambas as linguas, o seu uso é mais comum no português do que no espanhol, como por exemplo:
chafariz (Port.fonte, Sp. fuente) ou garrafa (Port. botelha, Sp. botella).
Nalguns casos raros, tanto o português como o espanhol usam termos diferentes derivados do árabe, mas com o mesmo significado; por exemplo:
- Sp. alfombra, Port. alcatifa, ambas se referem à carpete ou tapete que reveste uma área vasta de chão ininterruptamente.

## Influência francesa
Embora as duas línguas tenham tido influências doutras línguas europeias durante a Idade Média e Renascimento, o português (e o espanhol, em menor escala) assimilou muito especialmente do francês um vocabulário relevante, enquanto o espanhol em comparação; se manteve mais autónomo e mediterrânico:
| Português < Francês                                      | Castelhano |
| -------------------------------------------------------- | --- |
| abajur, abat-jour < abat-jour                            | lámpara < Gre. Λάμπας (Port. também usa 'candeeiro')                                                            |
| barragem < barrage                                       | dársena < Árabe دار الصناعة (dār aṣ-ṣināʕa)                                                                     |
| derrapagem < dérapage                                    | resbalo < Lat. re + exvarare                                                                                    |
| embraiagem, embreagem < embrayage < Gálico-celta 'braca' | embrague < Lat. 'braca' < Gálico-celta 'braca'                                                                  |
| berbequim < vilebrequin                                  | taladradora eléctrica < Lat. + Gre. taratrum + ήλεκτρον + ikos                                                  |
| batom, baton < bâton                                     | pintalabios < Lat. pingere+labium                                                                               |
| berço < berceau                                          | cuna < Lat. cūna                                                                                                |
| montra < montre                                          | escaparate < Holandês schraprade                                                                                |
| grisalho < grison                                        | canoso < Lat. canosus                                                                                           |
| corbelha < corbeille                                     | cesta < Lat. cista                                                                                              |
| beterraba < betterave                                    | remolacha < Ita. ramolaccio, < Lat. armoracĭum, < Gre. αρμορακία                                                |
| balancé < balancé                                        | columpio < Gre. κολυμβᾶν                                                                                        |
| brioche < brioche                                        | bollo de leche < Lat. bulla + lacte                                                                             |
| bombom, bombons < bonbon(s)                              | dulce < Lat. dulcis                                                                                             |
| cassetete, casse-tête < casse-tête                       | porra (de policía) < Lat. porrum                                                                                |
| boné < bonnet                                            | gorra < (unknown)                                                                                               |
| casaco < casaque < Ucrâniano козак                       | abrigo < Lat. apricus < aperire                                                                                 |
| coqueluche < coqueluche                                  | querido(a) < Lat. quaerere                                                                                      |
| cabaz < cabas < Old Provençal/Occitano cabas             | cesta < Lat. cista                                                                                              |
| charcuteria/charcutaria < charcuterie                    | embutidos < Lat. in + buttis                                                                                    |
| gafe < gaffe                                             | metedura de pata < Lat. + Arabe mittĕre + بط baṭṭ                                                               |
| gaze < gaze                                              | gasa < Persa kaz                                                                                                |
| guindaste < guindeau < guindas                           | grúa < Lat. gruae                                                                                               |
| capacete < cabasset < Provençal/Occitano cabas           | casco < Lat. quassare                                                                                           |
| arrumar < arrimer < arrumer                              | arreglar < Lat. regulare                                                                                        |
| rolar < rouler                                           | rodar < Lat. rotāre                                                                                             |
| bufete, bufê, buffet < buffet                            | mostrador de comidas, buffet < Lat. monstrātor + prefixo 'com'+edere                                            |
| cotonetes < cotonnettes                                  | bastoncillos (de algodón) < Lat. bastum + sufixo illo                                                           |
| echarpe, écharpe < écharpe                               | bufanda < Provavelm. Fra. antigo bouffante                                                                      |
| éclair, ecler < éclair                                   | pastelillo de crema < Lat. pastellus + sufixo illo                                                              |
| crachá < crachat                                         | distintivo < Lat. distinctus + sufixo 'ivo'                                                                     |
| cais < quai                                              | muelle < Lat. mollis                                                                                            |
| chapéu < chapeau                                         | sombrero < sombra                                                                                               |
| placar, placard < placard                                | cartel < Lat. charta                                                                                            |
| cigano < Fr. antigo cigain < Rus цыган (tsigan)          | gitano < Lat. aegyptano                                                                                         |
| reles, ralé < relais                                     | chungo(a) < Caló < Romani tžung                                                                                 |
| falésia < falaise                                        | acantilado < Lat. cantus + Sp. sufixo 'ado'                                                                     |
| creche < crèche                                          | guardería (infantil) < Ger. wardon                                                                              |
| croquete < croquette                                     | albóndiga < Hisp. Ar. albúnduqa < Arabe بندقه (bunduqah) (Sp. também usa croqueta e Port. almôndega ou bolinho) |
| crocante < croquant                                      | crujiente < provavelm. Lat. cruscĭre                                                                            |
| crochê, croché < crochet                                 | ganchillo < gancho (provavelm. pré-romano)                                                                      |
| courgette, curgete < courgette                           | calabacín < Persa kharbuz                                                                                       |
| couverts < couverts (de table)                           | cubiertos < Lat. coopertus                                                                                      |
| decolagem, descolagem < décollage                        | despegue < Lat. des + picare                                                                                    |
| lambri, lambril, lambrim < lambris                       | zócalo(s) < Lat. socculus                                                                                       |
| gorjeta < gorge + sufixo 'eta'                           | propina < Lat. propināre < Gre. propinein                                                                       |
| ecrã, écran < écran                                      | pantalla < Cat. ventall(a) ou Fra. antigo ventaille                                                             |
| embalagem < emballage                                    | envase < Lat. vasum                                                                                             |
| envelope < enveloppe                                     | sobre < sobre (Sp. preposição)                                                                                  |
| escroque < escroc                                        | estafador < estafar < Ital. staffare                                                                            |
| marionete, marioneta < marionette                        | títere < onomatopaico                                                                                           |
| ravina < ravine                                          | barranco, arroyo < Pré-romano barruanjo, arrugia                                                                |
| rouge, ruge < rouge                                      | colorete < Lat. coloris + sufixo 'ete'                                                                          |
| galocha < galoche                                        | katiuska < Russ. Катюшка (nome feminino)                                                                        |
| souvenir < souvenir                                      | recuerdo < Lat. re + cordis                                                                                     |
| gare < gare                                              | estación < Lat. statiōnem                                                                                       |
| greve < grève                                            | huelga < holgar < Late Lat. fŏllicāre                                                                           |
| turbilhão < tourbillon                                   | vorágine, torbellino < Lat. vorāgĭnis, turboĭnis                                                                |
| vernissage, vernissagem < vernissage                     | inauguración < Lat. inaugurare                                                                                  |
| voyeur < voyeur                                          | mirón < Lat. mirari                                                                                             |
| boate, boîte < boîte                                     | club de noche, nightclub < Ing. club + Sp. de noche, < Ing. nightclub                                           |
| guichê < guichet                                         | taquilla < Árabe ṭāqa                                                                                           |
| jante < jante                                            | aro < Lat. arum < Gre. ἄρον                                                                                     |
| jornal < journal                                         | periódico < período < Lat. periodus< Gr. antigo Περίοδος                                                        |
| madame < madame                                          | señora < Lat. seniōrem                                                                                          |
| menu < menu                                              | lista < Lat. listam                                                                                             |
| à la carte < à la carte                                  | a la carta < Sp. + Lat. charta                                                                                  |
| à la dernière < à la dernière (minute)                   | dejar todo para el final < Lat.                                                                                 |
| mirtilo < myrtille                                       | arándano < Celt. aran + < Lat. rodandărum, (Port. arando é sinónimo de 'cranberry')                             |
| matinée, matiné < matinée                                | función de tarde < Lat. functio + tardus                                                                        |
| omelete < omelette                                       | tortilla < Lat.+ diminutivo torta + illa                                                                        |
| grelha < grille                                          | parrilla < Origem incerta parra + illa                                                                          |
| pantufas < pantoufles                                    | zapatillas de casa < Arabic سباط (sabbat) + Sp. sufixo illa                                                     |
| trusse, trusses < trousse                                | calzoncillo < Lat. calceus + Sp. sufixo illo                                                                    |
| réveillon < réveillon                                    | (fiesta de) nochevieja < Lat. noctem + vetulus                                                                  |
| sondagem < sondage                                       | sondeo < Lat. subundare                                                                                         |
| montante/jusante < montant/jusant                        | (aguas)abajo / (aguas) arriba < Lat. + prefixo a + bassus / ad + ripam                                          |
| ralhar < railler < Occitano antigo ralhar                | reñir, regañar < Lat. ringere                                                                                   |
| comboio < convoi                                         | tren < Fr. train Brasil tende a usar trem < train                                                               |
| terrina, terrine < terrine                               | sopera < Ger + Sp. suppa + era                                                                                  |
| toalete < toilette                                       | servicios, aseos < Lat. servitĭum, assediāre, (etc.)                                                            |
| tournée, turné, turnê < tournée                          | gira < Lat. gyrus                                                                                               |
| triagem < triage                                         | selección < Lat. selectiōnem                                                                                    |
| viatura < voiture                                        | vehículo < Lat. vehiculum                                                                                       |

## Vogais
- Ditongos crescentes, foram desenvolvidos na língua castelhana, enquanto em português manteve-se a vogal única em silaba tônica, herdado do latim, assim como os ditongos decrescentes, na língua portuguesa.
Ex.: miedo – medo; siempre – sempre; tierra – terra; fiesta – festa; nieve – neve; hacienda – fazenda; nueve – nove; bueno – bom; cuerpo – corpo; muerte – morte; cuero – couro; puente – ponte; fuego – fogo; barrio – bairro; lluvia – chuva; fuente – fonte.
- Vogal única do castelhano, ou mesmo ditongo crescente, que no português é ditongo decrescente, bastante comum em português.
Ex.: toro – touro; oro – ouro; mucho – muito; leche – leite; pecho – peito; barrio – bairro; no – não; después – depois; moro – mouro; bandera – bandeira.
- Conforme os aspectos informados acima, em espanhol poucas são as palavras com ditongos decrescentes.
- As formas do aumentativo e do diminutivo do português, cujos finais são geral e respectivamente ão e inho(a) equivalem às formas castelhanas respectivamente aumentativo ón/ión e diminutivo ito/ita.
Notas: a derivação ión/on para ão vale também para palavras com essas desinências, ainda que não sejam aumentativos. Em português de Portugal, usam-se mais extensivamente do que no Brasil os diminutivos em ito.

### Consoantes
- Algumas palavras que em português são iniciadas com ch equivalem às palavras iniciadas com ll no castelhano.
Ex.: llorar – chorar; lluvia – chuva; llaga – chaga; llamar – chamar; llegar – chegar; llave – chave; lleno – cheio.
- Muitas palavras que em português são iniciadas com f equivalem às palavras iniciadas com h no castelhano, devido à influência da língua basca, que não conhecia o "f-" latino inicial.
Ex.: hacer – fazer; hablar – falar; hacienda – fazenda; harina – farinha; hermosa – formosa; hazaña – façanha; hembra – fêmea; herir – ferir; humo – fumo; hierro – ferro; higo – figo; hoja – folha; huracán – furacão; hurtar – furtar; hijo – filho; hondo – fundo; hiel – fel; huir – fugir.
- Certas palavras do português iniciadas com z equivalem às palavras do espanhol iniciadas com c.
Ex.: cebra – zebra; celador – zelador; celo/celoso – zelo/zeloso; cero – zero; cerbatana – zarabatana.
- Muitas vezes a letra v do português corresponde com b no espanhol.
Ex.: palabra - palavra; posible - possível; variable - variável; prueba - prova; escribir - escrever; caballo - cavalo; árbol - árvore
- O dígrafo lh do português corresponde com a letra j no espanhol.
Ex.: trabajo - trabalho; hijo - filho; hoja - folha; conejo - coelho; ajo - alho; ojo - olho;
- Algumas vezes o j no português corresponde com z no espanhol.
Ex.: cerveza - cerveja; cereza - cereja;
- Algumas vezes o y espanhol corresponde o j português.
Ex.: proyecto - projeto; coyuntura - conjuntura; cónyuge - cônjuge;
- Quase não há palavras em castelhano terminadas em m, como quase não há em Português palavras terminadas em n. Palavras do português, incluindo conjugações verbais, que terminam em m geralmente derivam de palavras similares do castelhano terminadas em n.
Ex.: joven – jovem; alguien – alguém; quien – quem; bien – bem; hacen – fazem; lloran – choram.

## Escrita

### Alfabeto
Ambos os idiomas usam variantes do alfabeto latino, havendo, porém, diferenças fonéticas e mesmo de grafia.
- Os nomes das letras são masculinos em português mas femininos em espanhol.[42]
- Em português existem os dígrafos lh, nh e ç (C cedilha), como no Occitano[43]
- No castelhano, os dígrafos ch e ll são considerados como letras do alfabeto, assim como também o ñ, embora desde 1994, as palavras que contêm as letras ch e ll, não são alfabeticamente ordenadas como se fossem letras diferentes.[44]
- As vogais do português podem ter os diacríticos til, no A e no O (leão, anões) e os acentos agudos (café, também), circunflexo (ênfase), grave. Esse último somente nas crases, contrações da preposição a com os artigos a, as e os demonstrativos aquilo, aquele (a, es, as). Há também o apóstrofo que indica a elisão de uma vogal. Ex: 'pingo d'água.
- As vogais do castelhano usam somente o acento agudo (Geografía). Não se usa o acento circunflexo, a crase e o til. O trema ainda é usado em espanhol, não mais em português (Acordo Ortográfico de 1990).

Há letras e dígrafos cujos sons diferem entre o português e o espanhol. são os casos de ch, j, y, s, z, v que são explicados a seguir.

### Frequência das letras
Há diferenças entre a frequência com que as diferentes letras aparecem em textos gerais dessas duas línguas.
- As vogais correspondem em português a um percentual maior (~50%) nos textos do que em castelhano (~43,5%), mesmo com a inclusão do y.
- Em ambas as línguas, as duas letras mais usadas são a e e, porém em castelhano o e suplanta o a, ao contrário do que ocorre em português.
- A letra o é mais usada em português.
- O l é mais usado em castelhano em função do ll.
- Em português m e n apresentam quase a mesma frequência de presença, mas em castelhano o n é mais usado.
- O v é mais usado no português.
- O y é mais usado em castelhano.
- O f também é mais utilizado no português
- O h também é menos usado no espanhol, em conta do "nh" e do "lh" do português
- As vogais "i" e "u" são mais utilizadas na língua portuguesa.
- O b é muito mais utilizado no espanhol, praticamente na mesma frequência em que o v no português.
- O q é menos utilizado no espanhol devido à troca que o espanhol faz em comparação ao português de q por c antes do ditongo UA, como em palavras como quando (cuando em espanhol). Já o "UO" em palavras como quociente viram apenas "O" no espanhol (cociente)
- Há muita similaridade entre as sete letras (ordem decrescente) mais usadas nas duas línguas:
  - Português -  a e o s r i n
  - Castelhano - e a o s r n i

Comparando em dicionários, pode-se perceber que, em termos do percentual de palavras iniciadas com cada letra, as duas línguas são também muito similares. Em ambas as 5 letras que iniciam mais palavras são, em ordem decrescente, c-a-e-p-d. As seguintes mais comuns, com ligeira variação da sequência entre as duas línguas, são m-r-i-s-f-t-b-l. Há poucas mas significativas diferenças entre as duas línguas na quantidade relativa de algumas letras iniciais:
- u e x iniciam mais palavras em português do que em espanhol
- h e y iniciam mais palavras em espanhol do que em português

### Interrogação e exclamação
Somente em castelhano as frases interrogativas e exclamativas, além de terem o respetivo ponto de interrogação ou ponto de exclamação das mesmas também apresentam, no início dessas sentenças, a mesma respetiva pontuação, porém invertida. Isso já prepara o leitor para essas características, interrogação ou exclamação, das frases.
- Interrogativa: ¿Cuántos años tienes?
- Exclamativa: ¡Cuidado con el perro!

### Hífen
Ao contrário do que ocorre em português, em castelhano não é usado o hífen para separar uma forma verbal de um pronome oblíquo átono que a segue. Nesse caso, ocorre a justaposição desses dois elementos, formando uma só palavra. Exemplos:
- Português: sentir-se, compensá-lo, contar-lhe, explique-lhes, ir-me, fazê-lo.
- Castelhano: sentirse, compensarlo, contarle, explíqueles, irme, hacerlo.

A mesóclise usada em português, não ocorre no castelhano.

## Fonologia
O inventário de fonemas do castelhano é mais pobre do que o do português, sendo talvez mais difícil para os falantes de espanhol entenderem o português falado, do que a situação inversa.

### Vogais
- A fonologia do português apresenta basicamente de doze a quatorze vogais fonémicas: [ä, ɐ, ɐ̃, ɛ, e, ẽ, i, ɨ, ĩ, ɔ, o, õ, u, ũ], enquanto que no espanhol são apenas cinco vogais fonémicas [ä, e̞, i, o̞, u]. Este é um dos aspetos que mais afasta as duas linguas e aproxima o português ao francês, ambas tendo em comum a herança galo-celta.[49][50][51]

### Consoantes
Existem sons consonantais no castelhano que não existem em português, porém, no total existem mais consoantes em português que existem em espanhol.

#### Só em português
- A consoante fricativa palatoalveolar sonora [ʒ] do português - longe [ˈlõʒɨ], jato ['ʒatu] não existe em espanhol, exceto em dialetos do Rio da Prata, com as letras "Y" e "LL". Existem, porém, as letras G e J com outros sons.
- A consoante fricativa palatoalveolar surda [ʃ] do português - chance [ˈʃɐ̃sɨ], chuva [ˈʃuvɐ] não existe em espanhol, exceto em alguns falantes do castelhano do Rio da Prata, com as letras "Y" e "LL". Existe, porém o encontro consonantal CH com um som similar a "tch", tal como nos dialetos do Norte de Portugal.
- A consoante fricativa uvular sonora [ʁ] do português - carro [ˈkaʁu] (que também pode ser [χ], [x], [h] e [r]) é a versão dominante do português padrão.
- Não existe em espanhol a consoante fricativa labiodental sonora [v] do português. Graficamente existem, em espanhol, b e v, mas a pronúncia é sempre [b ~ β] (bilabial sonoro). Exceto com algum falantes do castelhano do Chile.
- Não existe fonemicamente em espanhol a consoante fricativa alveolar sonora [z] do português - zinco [ˈzĩku], mesa [ˈmezɐ]. Graficamente existem, em espanhol, s e z, mas a pronúncia é normalmente surda [s] - mesa [ˈmesa].

#### Só em espanhol
- Não existe em português a consoante fricativa dental surda [θ] do espanhol europeu (exceto Andaluzia e Canárias), confundivel com o [s] ou [f]; e algo similar ao th da língua inglesa; a grafia é com C ou Z - moza [ˈmoθa], ciento [ˈθiento].
- Não existe em português o som do "j" espanhol, similar ao /x/ da língua árabe. Nalguns países das Caraíbas/Caribe e da América Central, como Cuba e Venezuela, o som "j" é semelhante ao h inglês, como em hello.
- Não existe em português o som de "y" como consoante fricativa palatal sonora [ʝ], representado em palavras como yema [ˈʝema] ou apoyo [aˈpoʝo], semelhante a j portuguesa como em janela. É muito comum que a "ll", que representa uma aproximante lateral palatal [ʎ], como o "lh" português, seja pronunciado como o "y" (fenômeno conhecido como "yeísmo") em quase todos os dialetos do espanhol: Valla (cerca) [ˈbaʝa] e Vaya (primeira pessoa do subjuntivo do verbo ir) [ˈbaʝa].
- Não existe em português a nasal velar [ŋ], qué é alófono de n antes de uma consoante velar (c, g, j, k, q), como em blanco [ˈblaŋko] ou naranja [naˈraŋxa].

## Contrações
A presença de contrações das preposições a, de, em, por com os artigos definidos ou indefinidos e com os pronomes demonstrativos (isto, este (a, es, as), isso, esse (a, es, as), aquilo, aquele (a, es, as)), que seguem as preposições, é muito mais generalizada em português. Em castelhano existem somente as contrações a + el = al e de + el = del. Também é importante a diferença no uso do artigo com topônimos, existente mas mais restrito em espanhol do que em português.

## Pronomes
Os sistemas de pronomes pessoais de ambos idiomas se assemelham muito, exceto nos seguintes aspectos:
- Os pronomes da 1ª a 2 ª pessoas do plural (nós, vós) do castelhano variam em gênero gramatical - nosotros, nosotras, vosotros, vosotras, o que não ocorre em português.
  - No espanhol da América não se usam vosotros, vosotras como plural de tu. Em seu lugar usa-se ustedes.
- Há mais pronomes pessoais (formais e informais) em português (tu, você, o senhor, a senhora, a senhorita, vós, vocês, os senhores, as senhoras, as senhoritas) do que em castelhano (tu, vos, usted, ustedes, doñ, doña, señor, señora, señorito, señorita)
- Ao contrário do português, o espanhol possui apenas três pronomes de tratamento, iniciadas pelo pronome Su, e não Vuestra (Su Alteza, Su Santidad, Su Majestad)
- As frases em castelhano, ao contrário do português, podem iniciar com pronome oblíquo - Ex. Me" dijo que vendría mañana
- Mesmo sendo ambas línguas com característica de língua "pro-drop" (sujeito "nulo" - não precisa ser expicitado), em português é costume enfatizar o sujeito por pronome, enquanto que em castelhano essa ênfase vai para o objeto.[53]
- Em espanhol, não em português, existe a abundância de acompanhantes clíticos, sendo que pronomes se apresentam muitas vezes redundantes, na forma tônica e na forma átona, aparecendo duas vezes numa mesma sentença o "mesmo" objeto.[53] Ver os exemplos a seguir:
  - Le di los libros a Juan. Literalmente - lhe dei os livros a Juan.
  - La llamaron a ella. Literalmente - a chamaram a ela.
- Pronomes indefinidos:
  - Quem em português é invariável, mas em espanhol apresenta formas singular (quién) e plural (quiénes),
  - A forma a gente do português tem equivalente em espanhol que varia em gênero - uno, una; nota: gente em espanhol pode equivaler em português a gente (Hay mucha gente en la calle) ou a pessoas (La gente va para la fiesta).

## Numerais
Algumas diferenças mínimas:
- Dois não varia em gênero em espanhol (sempre dos), variando porém em português (dois, duas).
- No Brasil apenas, um bilhão corresponde a 1.000.000.000 (mil milhões), enquanto que em Espanhol (e palavras similares em Francês, Italiano, Sueco, Alemão e também Português europeu com um bilião) un billón são um 1.000.000.000.000. (un millón de millones).

## Acentuação gráfica
Em castelhano existe apenas o acento agudo (Geografía). Não há o acento grave, nem o circunflexo que existem no Português. O trema ainda é usado em espanhol, tendo desaparecido do português no Acordo Ortográfico de 1990 aplicado a partir de 2009 no Brasil - nos demais países lusófonos, o trema foi extinto com o Acordo Ortográfico de 1945.
Percebem-se certas repetitivas diferenças de acentuação gráfica em diversas palavras cujas grafias e pronúncia, em português e espanhol, são idênticas (a menos da acentuação). São os casos de máfia (português) e mafia (castelhano); geografia (português) e geografía (castelhano).
Em ambas as línguas usa-se obrigatoriamente a acentuação gráfica em palavras proparoxítonas, ao passo que as palavras paroxítonas não apresentam acento gráfico. As diferenças apresentadas acima, máfia / mafia e geografia / geografía se devem a esses encontros vocálicos finais (ia nos casos citados) serem considerados de forma diferente no português e no castelhano.
- Em português tal encontro vocálico (ia) é um hiato. É portanto, formado por duas sílabas, i e a. A palavra (ex. máfia), para ter ma como sílaba tônica, é proparoxítona, exigindo assim acentuação gráfica, embora possa opcionalmente ser pronunciado como ditongo crescente,[55][56] No caso de geografia, havendo duas sílabas, i e a, a palavra é paroxítona para ter essa pronúncia, não precisa de acento gráfico
- Em castelhano o mesmo encontro vocálico ia é um ditongo crescente, uma única sílaba, o que torna a palavra mafia uma paroxítona que não exige acentuação gráfica para ter o ma como sílaba tônica. No caso de geografía, para identificar o hiato, é preciso acentuar graficamente a sílaba tônica para não ser confundido com ditongo.

Exemplos diversos, conforme tonicidade do encontro vocálico final:
- Tônico
  - Português (hiato) - geografia, biografia, biologia, rio, fotografia, astronomia, melodia
  - Castelhano (hiato) - geografía, biografía, biología, río, fotografía, astronomía, melodía
- Átono
  - Português - (hiato) pátria, máfia, estátua, armário, glória, calvário, artéria
  - Castelhano - (ditongo) patria, mafia, estatua, armario, gloria, calvario, arteria

Em português já não se acentua a sílaba subtônica, que era feita com o acento grave ou o circunflexo, porém em espanhol a sílaba subtônica é acentuada, por exemplo graficamente em espanhol escreve-se gráficamente.

## Formas verbais
A quantidade e as características (tempo, modo, formação, voz) de formas verbais do português e do castelhano são quase as mesmas, havendo algumas pequenas diferenças conforme segue:
- Em castelhano não há o pretérito mais-que-perfeito do indicativo simples (que existe em português), somente o composto.
- Em castelhano não há o infinitivo pessoal (que existe em português), somente o impessoal.
- Em castelhano há duas formas para o pretérito imperfeito do subjuntivo, havendo uma só em português, apesar de que o pretérito mais-que-perfeito simples do indicativo (que tem a mesma origem da segunda forma do pretérito imperfeito do subjuntivo espanhol) também possa ser usado como pretérito imperfeito do subjuntivo.

## Dias da semana
Uma diferença de vocabulário entre o português e o castelhano encontra-se nos nomes dos cinco primeiros dias da semana, os quais na língua portuguesa, por iniciativa de Martinho de Braga em obediência à liturgia católica, não seguem nomenclaturas de origens pagãs.
Nas demais línguas europeias as denominações referem-se a divindades greco-romanas (latinas) ou germânicas, enquanto que no português são sequenciais:
Assim temos, em português:
- segunda-feira, terça-feira, quarta-feira, quinta-feira, sexta-feira

que correspondem respetivamente a palavras originadas em:
- Línguas românicas: Lua, Marte, Mercúrio, Júpiter (Jove), Vênus/Vénus;
- Línguas germânicas: Lua, Tyr, Odin, Thor, Freya.
- Castelhano: lunes, martes, miércoles, jueves, viernes.

## Características comuns
O castelhano e o português são duas línguas com muitas semelhanças entre si. Por isso, compartilham certas características especiais não presentes em muitos dos idiomas, mas presentes em algumas das línguas românicas.
- Diferença SER - ESTAR - característica muito rara, exclusiva de poucas línguas latinas (o italiano e as ibéricas)
- Aumentativo e diminutivo sintéticos.
- Ambas são línguas "pro-drop" nas quais o sujeito não precisa ser explicitado na frase, sendo intuído pela conjugação e pelo contexto.[53]
- Os numerais ordinais declinam em todas as casas desde as unidades até os milhares, ao contrário do que acontece em muitas línguas, onde a variação fica só nas unidades. Exemplos: 7862.º- O sete milésimo octingentésimo sexagésimo segundo (pt); 1443º - El Milésimo cuadringentésimo cuadragésimo tercero (es)
- Terceira pessoa do plural diferenciada por gênero gramatical.
- Plural de Substantivos, Adjetivos, Artigos com "S" final. Das línguas "românicas" apenas o francês, o sardo e o catalão, compartliham essa característica. Os plurais com "S" final também são maioria no inglês.
- Diferenças mínimas (só 1 letra) entre o masculino e feminino de palavras referentes a parentesco: filho - filha, hijo - hija; irmão - irmã, hermano - hermana; tio - tia, tío - tía; sobrinho - sobrinha, sobrino - sobrina; primo - prima, primo - prima. Bem como tais termos são sintéticos (formados por uma só palavra): avô - avó, abuelo - abuela, neto - neta, nieto - nieta; bisneto - bisneta, biznieto - biznieta; sogro - sogra, suegro - suegra; cunhado - cunhada, cuñado - cuñada.